# Monte Alto (Villalba de los Llanos)
Monte Alto es una localidad del municipio de Villalba de los Llanos, en la comarca del Campo de Salamanca, provincia de Salamanca, España. 

## Demografía
Pese a haber estado despoblado durante casi todo el siglo XXI, en 2016 Monte Alto contaba con una población de 5 habitantes, de los cuales 2 eran hombres y 3 mujeres (INE 2016).
| Gráfica de evolución demográfica de Monte Alto entre 2000 y 2016                         |
|                                                                                          |
| Fuente: Instituto Nacional de Estadística de España - Elaboración gráfica por Wikipedia. |

}}